# Liste der Fließgewässer im Flusssystem Purder Bach
Die Liste der Fließgewässer im Flusssystem Purder Bach umfasst alle direkten und indirekten Zuflüsse des Purder Bachs, soweit sie namentlich im FlussGebietsGeoinformationsSystem des Wupperverbandes aufgeführt sind. Namenlose Zuläufe und Abzweigungen werden nicht aufgeführt. Die Längenangaben werden auf eine Nachkommastelle gerundet. Die Fließgewässer werden jeweils flussabwärts aufgeführt. Die orografische Richtungsangabe bezieht sich auf das direkt übergeordnete Gewässer. 

## Purder Bach
Der Purder Bach ist ein 6,1 Kilometer langer Zufluss der Großen Dhünn. 

## Zuflüsse
Direkte und indirekte Zuflüsse  des Purder Bachs
- Scheideweger Bach (rechts), 0,7 km
  - Heiensiefen (rechts), 0,5 km
- Bucher Siefen (rechts), 0,2 km
- Herrensiefen (links), 0,3 km
- Bochensiefen (rechts), 0,5 km
- Katernbach (rechts), 1,0 km
  - Kleinkaternbach (rechts), 0,3 km
- Mohlsbach (links), 2,6 km
  - Grönensiefen (rechts), 0,3 km
  - Holdersiefen (rechts), 0,3 km
  - Neuenholter Bach (links), 0,8 km
    - Kambelssiefen (links), 0,3 km

  - Steinersiefen (links), 0,1 km
  - Mohler Bach (rechts), 0,6 km
  - Klinkenberger Bach (links), 0,3 km
  - Schneppenthaler Bach (rechts), 2,3 km
    - Röttgersiepen (links), 0,4 km
    - Hohenberger Siefen (links), 0,2 km

  - Borberger Siefen (links), 0,2 km
- Oelchesberger Delle (rechts), 0,3 km
- Burgerhofer Bach (links), 0,7 km
  - Burgerhofer Delle (rechts), 0,2 km
  - Burgerhofer Siepen (links), 0,2 km
- Oelchesbergsiefen (rechts), 0,1 km
- Purder Siefen (links), 0,5 km
  - Rottländer Bach (rechts), 0,5 km
- Wickesberger Bach (rechts), 1,7 km
  - Fahnberger Bach (rechts), 1,1 km
  - Schückhausener Bach (rechts), 0,9 km
  - Winterbach (rechts), 1,3 km
    - Eissiefen (rechts), 0,2 km
    - Friedenberger Siefen (rechts), 0,3 km
- Kohlensiefen (links), 0,3 km
- Friedenberger Bach (rechts), 0,5 km
- Haßsiefen (rechts), 0,5 km

## Flusssystem Große Dhünn
siehe Liste der Fließgewässer im Flusssystem Große Dhünn